# Федюк Тарас Олексійович
Тара́с Олексі́йович Федю́к (нар. 6 жовтня 1954, м. Ананьїв, Одеська область) — український поет. Президент Асоціації українських письменників (з 2000 року). Лауреат Національної премії України ім. Т.Шевченка (2007). Засновник поетичної серії  Зона Овідія .

## Освіта
Закінчив українське відділення філологічного факультету Одеського національного університету імені І.І. Мечникова

## Громадська діяльність
- З 1980 по 1996 — член Спілки письменників України.
- 1996 — один із засновників Асоціації українських письменників (АУП)
- З 1997 по 2000 — віце-президент АУП.
- 1997- 2000 – головний редактор газети «Одеський університет»
- 2000-2004; 2008-2010; 2016-2018 – Президент Асоціації українських письменників (АУП);
- 2004- 2009 – керівник проєкту «Коронація слова»
- 2009-2010 – головний редактор журналу «Сучасність»
- 2003-2022 – засновник, головний редактор і продюсер міжнародної книжкової поетичної серії «Зона Овідія» (61 книга) [2]

## Відзнаки та нагороди
2006 — Премія журнала "Сучасність"
2007 — Національна премія України ім. Т.Г.Шевченка.
2007 — Премія  "Київські Лаври"
2010 — Премія ім. Вернадського
Всеукраїнським рейтингом "Книга року" в різні роки в поетичній номінації визначено кращими поетичними книжками року в Україні  книги "Трансністрія", "Хуга", "Цеглина", "Кенотаф".